# Diagrama de De Finetti

O Diagrama de Finetti ilustra o efeito de Wahlund.

O Diagrama de De Finetti é um tipo de gráfico na forma de triângulo, utilizado no estudo das genética das populações. O Diagrama de De Finetti foi pensado pelo estatístico italiano Bruno de Finetti para descrever para descrever a frequência genética, quando há dois alelos e a população é diploide.